# Вимисли (Новодворський повіт)
Вимисли (пол. Wymysły) — село в Польщі, у гміні Помехувек Новодворського повіту Мазовецького воєводства.
Населення — 262 особи (2011).
У 1975-1998 роках село належало до Варшавського воєводства.

## Демографія
Демографічна структура станом на 31 березня 2011 року:
|          | Загалом | Допрацездатний вік | Працездатний вік | Постпрацездатний вік |
| -------- | ------- | ------------------ | ---------------- | -------------------- |
| Чоловіки | 137     | 36                 | 91               | 10                   |
| Жінки    | 125     | 21                 | 83               | 21                   |
| Разом    | 262     | 57                 | 174              | 31                   |